# Крыпецкий монастырь
Крыпецкий Иоанно-Богословский монастырь — мужской монастырь Псковской епархии Русской православной церкви, расположенный в Псковском районе Псковской области (в 22 км от Пскова и 7 км от посёлка Крипецкого).

## История монастыря
Монастырь основан в 1455 году афонским монахом, преподобным Саввой Крыпецким, выходцем из Сербии, среди болот. Местоположение монастыря в древних грамотах определяют как «в Псковской земле, в Псковском уезде, в Бельской засаде, в Торошинской губе».
Это был один из последних монастырей независимой Псковской республики (в 1510 году Псков был присоединён к Москве). В 1487 году права нового монастыря были официально подтверждены на псковском вече. Псковский наместник князь Ярослав Оболенский принял активное участие в строительстве монастыря (известно, что при его участии был сооружён мост на дороге к Святым воротам монастыря.

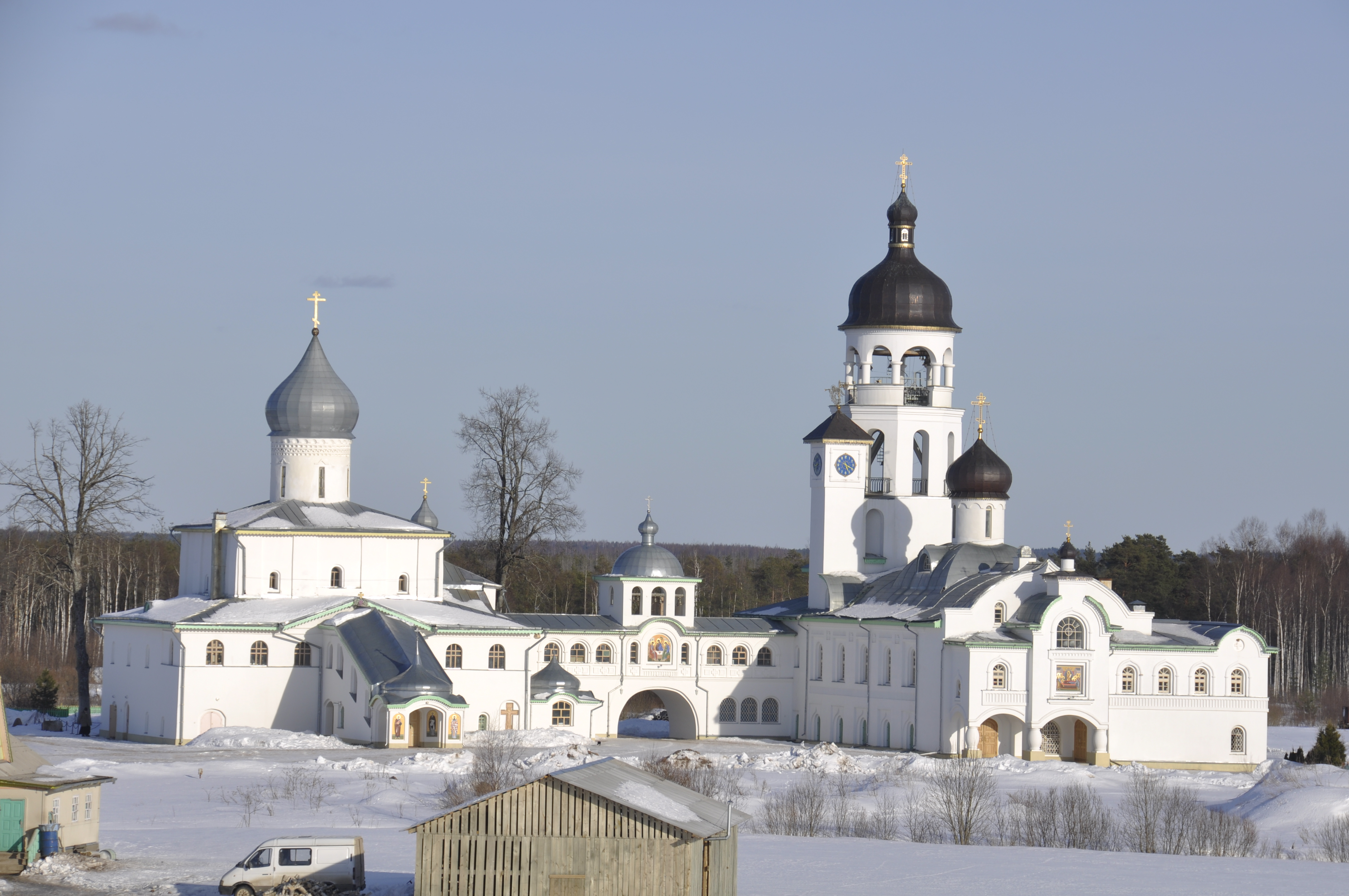
Крыпецкий монастырь зимой

В 1505 году в Крыпецком монастыре принял монашеский постриг преподобный Нил Столобенский, основатель Ниловой Столобенской пустыни.
В 1557 году в монастыре была построена каменная соборная церковь. Об этом свидетельствует упоминание в Псковской летописи: «В лето 7065 совершена бысть церковь в Крыпецком монастыри Святого Апостола и Евангелиста Иоанна Богослова каменная игуменом Феоктистом».
В середине XVI века в Крыпецком монастыре принял постриг преподобный Никандр-пустынножитель, основатель Свято-Благовещенской Никандровой пустыни и известный агиограф, пресвитер Василий-Варлаам.
В 1581 году монастырь подвергся нападению одного из польских отрядов Стефана Батория. Благодаря ложным сведениям, полученным от одного русского крестьянина (он обманул поляков, уверив их, что в монастыре никого нет), осада не удалась: поляки были разгромлены скрывшимся в стенах обители русским отрядом.
До нашего времени сохранилось описание монастыря, которое относится к 1586—1587 годам:
…монастырь Иоанна Богослова камена Крыпецкой, а в монастыре церковь Ивана Богослова камена, паперть каменна же, а на церкве крест древян… а на кресте голубчик позолочен… Да у Иоанна Богослова предел Саввы Сербъскаго… Церковь Успения Пречистыя Богородицы каменная трапеза… Да вверху над церковью Успения Пречистые Богородицы придел иоанна Списателя Лествицы… Да промеж церкви и трапезы переход на столбах, а подле перехода клепальница деревянная, а вней клепало железное… Да под Савою Серпским гробница Савы Чюдотворца, а на ней плащаница… ворота Святые каменные, а на них три верхи… а напереди писаные святые. Да подле церкви Ианна Богослова колокольница деревянная.
В XVII веке в монастыре был пострижен государственный деятель Афанасий Ордин-Нащокин (монашеское имя — Антоний).
К концу XVII века монастырь обеднел. В начале XVIII века, после нескольких десятилетий запустения обитель была восстановлена. К 1764 году за монастырём числилось 366 душ крестьян.
В 1764 году Крыпецкий монастырь объявлен заштатным. В 1805 году обитель положена в 3-й класс.
В начале XIX века в монастырь часть приезжал митрополит Евгений Болховитинов. Он оставил описание обители. Специально для митрополита бывшая монастырская трапезная была переделана в настоятельные покои. При владыке на колокольне был достроен пятый ярус и появился в подклете Иоанно-Богословского собора придел пяточисленных мучеников Евстратия, Авксентия, Евгения, Мардария и Ореста.
В 1855 году для мощей святого Саввы была выполнена новая рака работы Федора Верховцева.
Во второй половине XIX века в Крыпецком монастыря жил блаженный монах Корнилий (Поляков), который стал известен впоследствии своими пророчествами и святой жизнью. Он предсказал разрушение монастыря и просил погребсти его тело по православному обычаю на восток. Об этом ходатайствовали его ученик Василий Графов в 1913 году у обер-прокурора Владимира Саблера. Повторно этот же вопрос о правильном погребении монаха Корнилия Полякова ходатайствовала великая княгиня Елизавета Фёдоровна у патриарха Тихона. Тогда эти ходатайства не были доведены до конца.

## Монастырь в XX—XXI веках

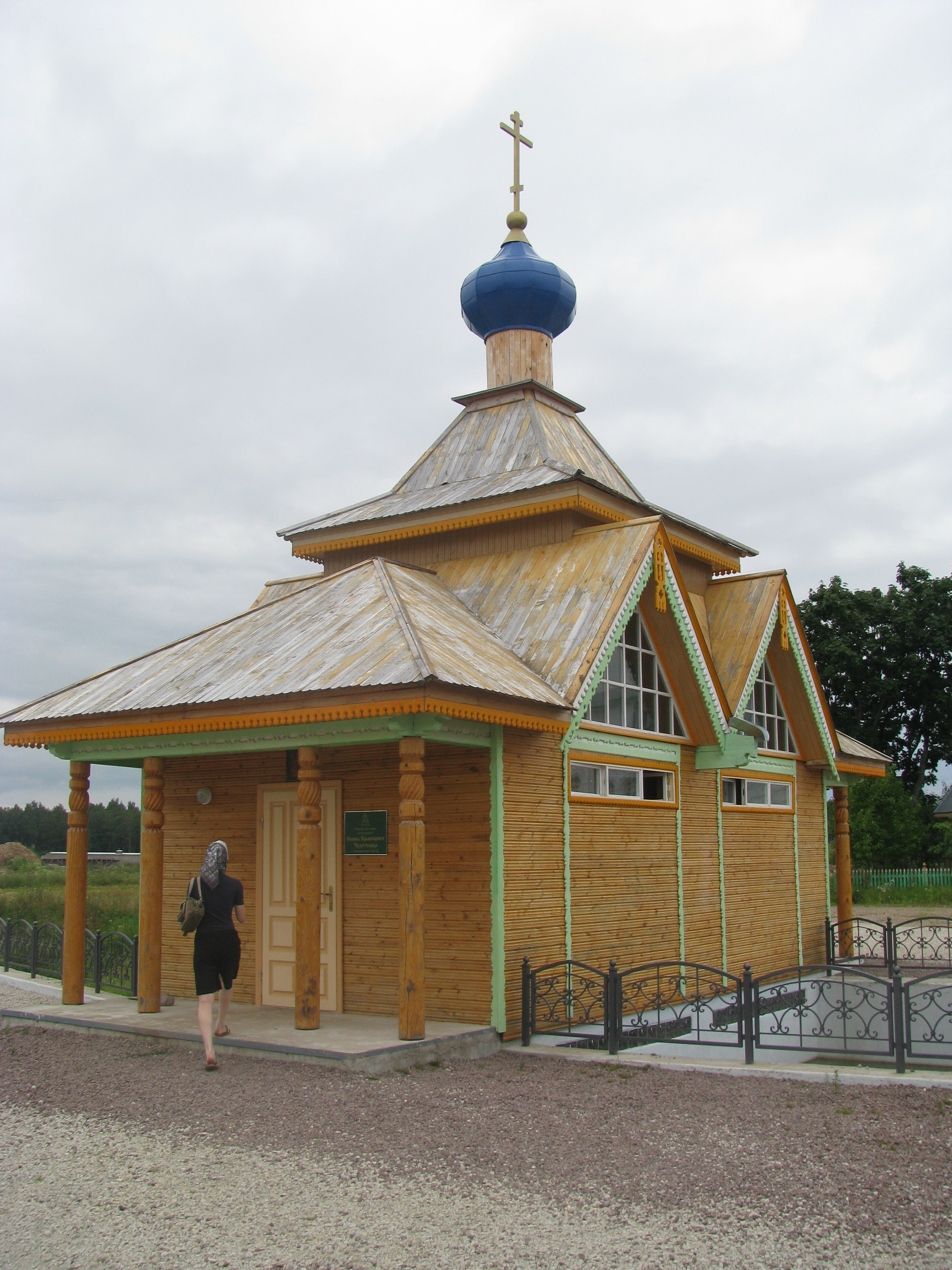
Святой источник преподобного Саввы Крыпецкого Чудотворца: купальня

К началу XX века Крыпецкий монастырь был одним из богатейших в России — в нём состояло 40 монахов, 21 послушник, а монастырские земельные угодья включали 3602 десятины земли.
В 1918 году монастырь закрыт, в 1922 из обители вывезены все ценности (многие из них бесследно исчезли), в 1923 г. прекращены богослужения в соборе.
Вплоть до 1950-х гг. в нижнем храме святого преподобного Саввы Крыпецкого располагались скотный двор и конюшня. В мае 1958 году над могилой св. Корнилия был сооружён деревянный храм с иконостасом, куполом и крестом (в сентябре того же года разобран и сожжён). В конце 1950-х монастырю угрожало полное уничтожение (его решено взорвать), однако усилиями учёных-энтузиастов решение было отменено).

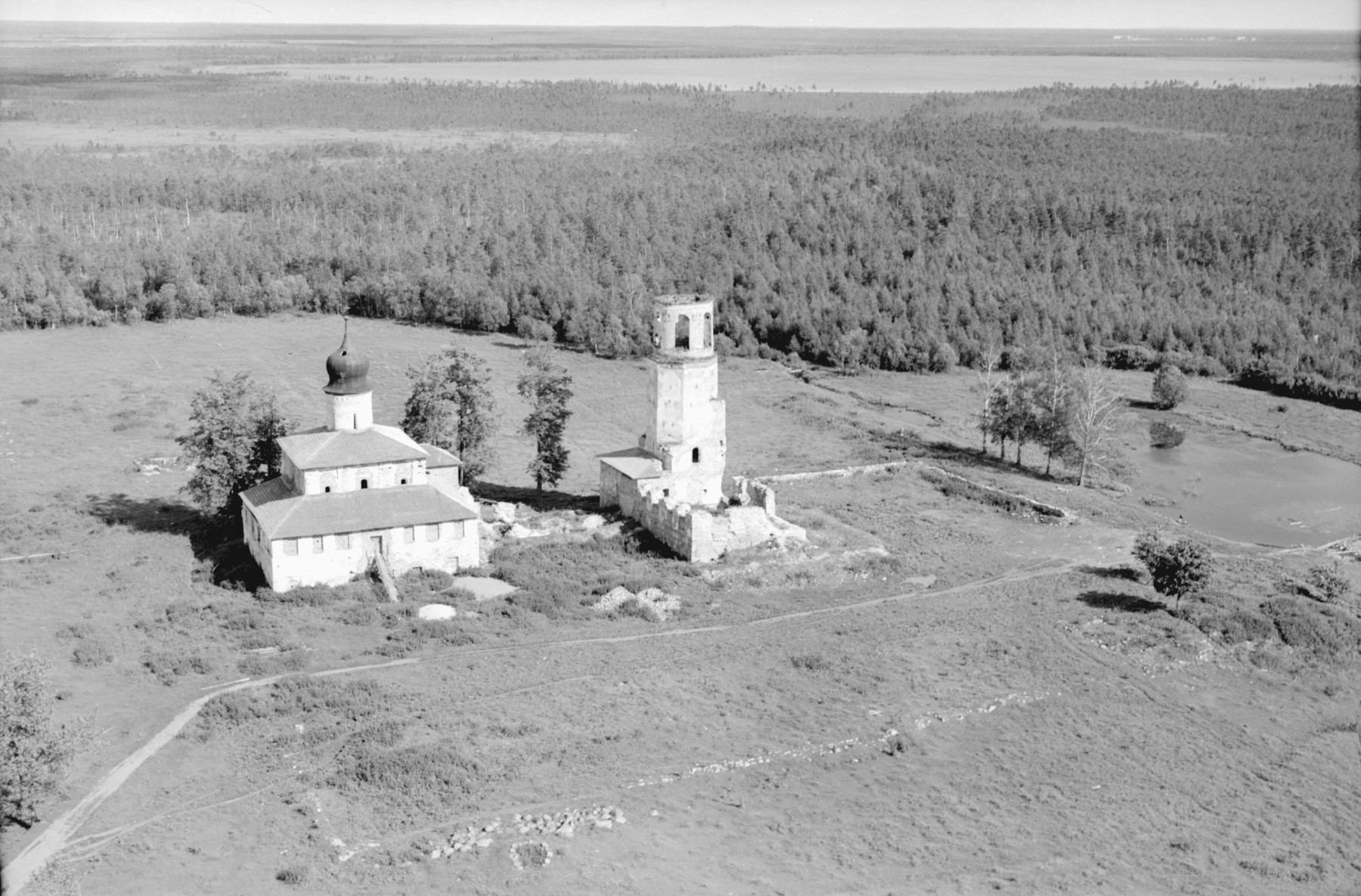
Крыпецкий монастырь в 1963 году.

30 августа 1960 года постановлением Совета Министров РСФСР ансамбль Крыпецкого монастыря объявлен памятником республиканского значения и с тех пор находится под охраной государства.
В 1990 году монастырь передан Русской православной церкви. На территории Крыпецкого монастыря проведены реставрационные работы, некоторые полуразрушенные постройки разобраны и затем реконструированы. В монастыре возрождена монашеская жизнь. При обители есть гостиница на 50 человек для приема паломников.
В феврале 2007 года открылось подворье обители в Ивановском соборе Пскова.
В мае 2012 года открылся новый каменный храм святителя Николая в деревне Торошино в качестве подворья Крыпецкого монастыря.

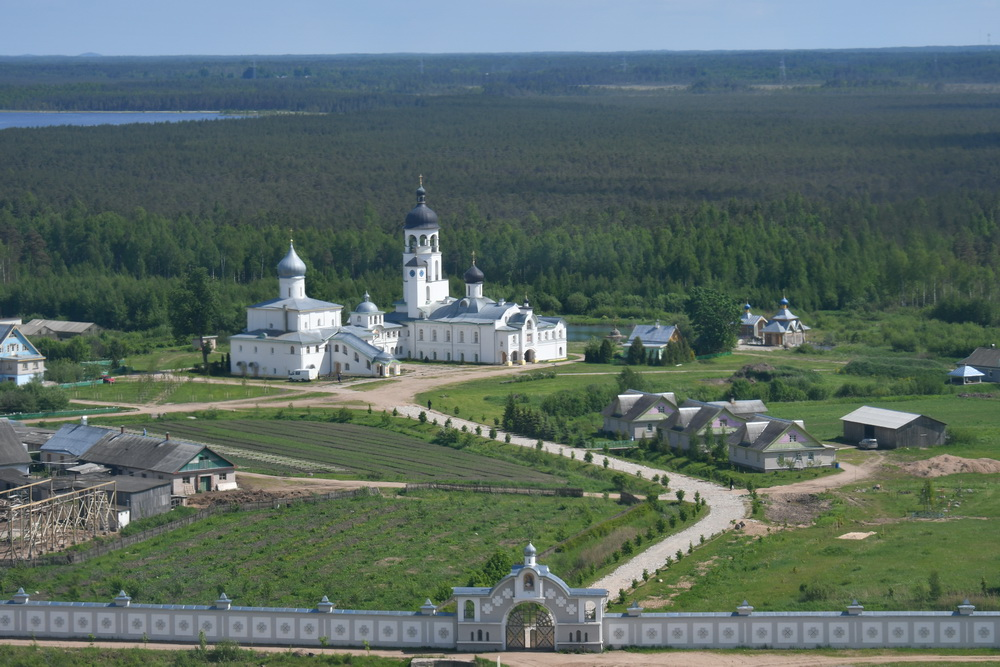
Крыпецкий монастырь 10 июня 2017 года

На апрель 2016 года в обители проживает более 40 монахов и послушников и более 50 трудников, паломников. При монастыре живут более 20 сестер, которые трудятся во славу Божию. Восемь сестер приняли монашество.

## Настоятели
игумен Поликарп (Гонорский) (15 (27) мая 1848 года — 13 (25) марта 1858 года)
игумен Дамаскин (Сахнюк) (27 марта 1995 года — 29 ноября 2007 года)
игумен Савва (Комаров)
иеромонах Всеволод (Сиканов) (с 24 июля 2025)